# Aeroporto de São Miguel do Oeste
O Aeroporto Hélio Wasum (IATA: SQX, ICAO: SSOE) é um aeroporto brasileiro que serve ao município de São Miguel do Oeste, no estado de Santa Catarina. O aeroporto posui sua pista com: 1.280 metros asfaltada, sinalizada, com balizamento noturno, biruta iluminada e farol rotativo e um pátio de 100x50m. Recentemente foi instalado no aeroporto um tanque de Querosene JET A-1.
Em 2019, esse aeroporto teve um aumento em seu movimento, com média de aproximadamente três pousos e decolagens diárias.